# Simón Díaz
Simón Narciso Díaz Márquez (Barbacoas, Aragua, 8 de agosto de 1928-Caracas, 19 de febrero de 2014) conocido simplemente como Simón Díaz o por su apodo El Tío Simón, fue un cantante, músico, compositor, poeta, comediante, caricaturista y empresario venezolano. Fue considerado como uno de los mayores exponentes musicales en la historia de Venezuela.

## Biografía

### Infancia
Fue uno de los ocho hijos del matrimonio de Juan Díaz y de María Márquez de Díaz; uno de sus hermanos fue el también fallecido actor y comediante Joselo Díaz. Díaz estuvo inmerso tanto en la música como en la vida campesina desde niño. Barbacoas era un pueblo ganadero, perteneciente al Estado Aragua desde 1934, y Simón Díaz absorbió ahí la música y tradiciones del llano, ya que desde pequeño improvisaba coplas y tonadas que escuchaba de los artistas llaneros que estaban en su pueblo. 
Su formación musical se originó en casa, en donde su padre le enseñó lo básico. Juan Díaz tocaba el cornetín en la banda del pueblo, y lo animó a aprender a tocar el cuatro venezolano y a componer y cantar boleros. Tras la muerte de su padre, en 1940, se trasladó con sus siete hermanos y su madre a San Juan de los Morros. Allí logró culminar sus estudios de primaria y recibir, formalmente, sus primeras lecciones de música, con el maestro Ramón Ziegler. «A los 12 años murió mi papá y me tocó a mí ser el hombre de la familia», relató Díaz en una oportunidad. En aquel entonces, dedicó buena parte de su tiempo a vender dulces, empanadas y otras comidas preparadas por su madre para sostener a sus siete hermanos.
A los 15 años de edad, comienza a trabajar en un centro social de San Juan de los Morros como asistente y atrilero de la agrupación local Orquesta Siboney y poco tiempo después, empezó a presentarse como actor humorístico bajo el apodo de «El Chato» alternando con la orquesta mencionada. Un día, el cantante de planta de la orquesta se enfermó y, a solicitud del dueño del local, le tocó a Simón reemplazarlo. Según una anécdota evocada por el artista años después, el joven Simón Díaz se decidió a interpretar el bolero Dos Almas del compositor argentino Domingo Fabiano, conocido como Don Fabián. Sin embargo, a Díaz, en plena actuación se le olvidó la letra y para salir del compromiso comenzó a improvisar la letra con sonidos guturales, ocurrencia que fue aplaudida por el público. A partir de ahí, Simón Díaz se convirtió por un tiempo en el bolerista de la agrupación.

### Llegada a Caracas

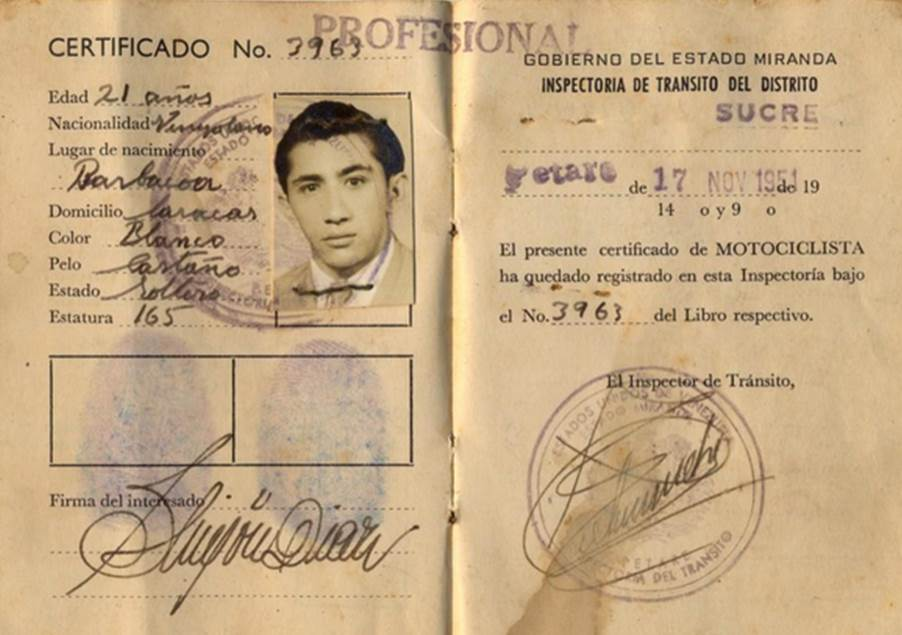
Primera licencia de conducir de Simón Díaz (1951)

A partir de la experiencia en la Orquesta Siboney, Simón Díaz empieza a abrirse paso en el mundo del espectáculo como cantante. Es así, como un día decidió irse a Caracas a probar suerte y buscando mejores formas de vida para él y su familia. El 19 de marzo de 1949 viajó a Caracas, y al día siguiente, consigue su primer empleo, como cobrador en una sucursal del Banco Venezolano de Crédito. Un día, ante un anuncio en la entrada de una casa en la parroquia caraqueña de San Juan, decide recibir clases de piano, con el compositor, pianista y docente Teófilo León; posteriormente, se inscribió en el turno vespertino de la Escuela Superior de Música luego de aprobar el examen que le hiciera el músico, docente y director de orquesta Vicente Emilio Sojo, llegando ser compañero de clases del fundador del Sistema de Orquestas Juveniles de Venezuela, José Antonio Abreu. Allí estudió por seis años.
A mediados de los años 1950, Simón Díaz ya era conocido en todo el país por su programa de radio El llanero en el cual mezclaba comedia con un inventario de canciones propias que lo convirtieron en uno de los artistas más populares de la Venezuela de entonces. En 1961, Díaz contrajo matrimonio con Betty García Urbano con quien procrearon a sus hijos Bettsimar, Simón y Juan Bautista Díaz García. Esta unión duró hasta el fallecimiento del artista.

### Junto a Hugo Blanco

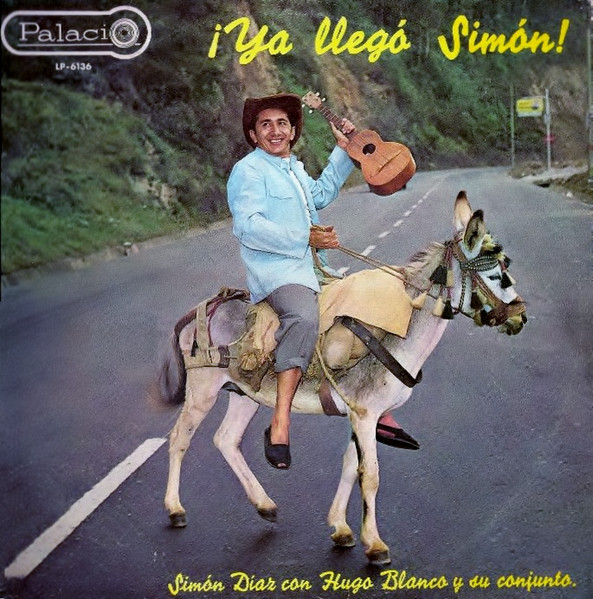
Portada del álbum ¡Ya Llegó Simón! (1964), el cual realizó junto a Hugo Blanco.

En 1963, Simón Díaz conoce al músico, compositor y productor musical Hugo Blanco, quien se convertiría en una figura importante dentro de su carrera musical al firmar su primer contrato discográfico con la empresa El Palacio de la Música. Fue Blanco quien le dio la oportunidad de grabar en el álbum Parranda Criolla los temas Por Elba y Matagente, dos temas de corte humorístico, estilo que marcaría buena parte de su repertorio bajo la producción de Hugo Blanco.
Al año siguiente, sale a la venta su primer álbum como solista, titulado Ya Llegó Simón, donde se incluye el éxito El superbloque, que serviría para afianzar la naciente popularidad del intérprete. En 1966, se publica el disco Caracha Negro, título alusivo a una de sus frases más representativas. De la colaboración entre Díaz y Blanco, surgieron 16 álbumes de larga duración que incluyeron grabaciones en ritmo de salsa y gaitas de corte humorístico.

### Incursiones en el cine, la radio y la televisión
Su carrera televisiva comenzó en 1963 con el programa La Quinta de Simón y continuó con espacios tales como Reina por un Día, Criollo y Sabroso, Mi llanero favorito, Venezolanamente, Simón cuenta y canta, Pido la palabra, El Show de Joselo y Simón y Contesta por Tío Simón. En 1978, iniciaría un nuevo espacio en el canal estatal Venezolana de Televisión titulado Las Artes y Los Oficios. Su carrera televisiva se extendió hasta los años 1990 con otros programas en los que promovía la música y tradiciones venezolanas. En 1963, Simón Díaz hace su primera aparición en el cine en la cinta Cuentos para mayores, dirigida por Román Chalbaud, a la que seguirían, en participaciones como actor, las producciones Isla de sal (1964), El reportero (1968), La bomba (1975), Fiebre (1976), La invasión (1978) y La empresa perdona un momento de locura (1978), en las cuales los papeles asignados al artista oscilaron entre lo humorístico y lo dramático. Desde 1995 hasta 1999 tuvo un espacio en el canal 8 llamado Al Mediodía Simón Díaz.
Su hija, Bettsimar Díaz realizó una serie de programas de televisión titulada «Todo sobre mi padre», sobre de la trayectoria del intérprete, la cual fue presentada por el canal de noticias Globovisión. Posteriormente, se anunció la realización de dos homenajes discográficos al artista durante el año 2013, uno de ellos bajo la producción del músico venezolano Alain Gómez y que se presentaría durante el año 2014 y otro producido con la filial venezolana de Sony Music Entertainment en alianza con la cadena ferretera venezolana EPA con destacados artistas latinoamericanos que interpretaron algunos de sus más conocidos temas.

### Interpretación de las tonadas

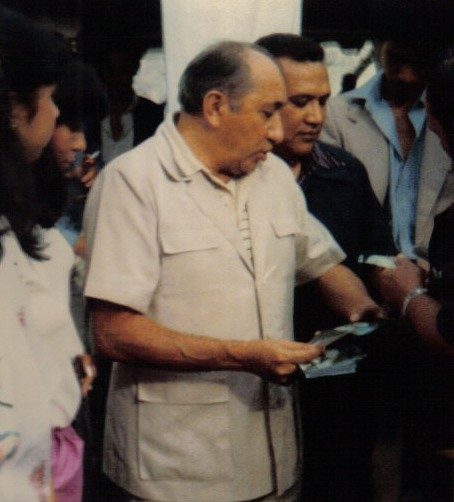
Simón Díaz en los años ochenta

A mediados de la década de los cincuenta, Simón Díaz se entera del peligro que corría el género de la tonada llanera de desaparecer por cuanto en esa época, los hacendados tuvieron la idea de mecanizar la extracción de la leche para cubrir el déficit de producción de ese tiempo y con ella iba a desaparecer el oficio de los ordeñadores, quienes se valieron de este tipo de música para ejecutar su labor. Por ello, Díaz se encargó de recopilar y componer tonadas, incorporándolas a su repertorio, cosa que también hicieron otros exponentes de la música de los llanos venezolanos.
En su primer disco, Ya llegó Simón, graba la Tonada del Cabestrero, la primera de una larga lista de composiciones que servirían para destacar y popularizar este canto propio del ordeñador en el campo. Una de sus más conocidas es la Tonada de luna llena que, incluso, fue versionada e incluida como parte de la banda sonora de la película La flor de mi secreto, dirigida por el cineasta español Pedro Almodóvar en 1995.

### Contesta por tío Simón
El más popular de los programas televisivos de Simón Díaz fue el programa infantil Contesta por Tío Simón, el cual se transmitió por once años por el canal estatal Venezolana de Televisión en los años ochenta. Allí fue usado el apodo de «Tío Simón», por el cual se le conoció en lo sucesivo, surgido de sus participaciones en publicidad al lado del cantante infantil José Virgilio Tirado, también participante de este espacio televisivo junto a Wilmer Machado "Coquito" y Zurima Barba, Teresa "Teresita" Duque, Jéssica "La Pecosita" Braun y Dulce María Pilonieta, también integrantes del elenco. En ese programa se educaba a los niños sobre la música y el folclore venezolano, además de participar por premios de hasta cien mil bolívares con las populares "contestas", versos que los niños concursantes debían aprenderse y declamaban cada semana. Después de que concluyó el ciclo de este espacio, luego de haber sido grabados 54 programas, el artista produjo Al mediodía con Simón Díaz. Finalmente, el programa en 1999 salió del aire por órdenes de Mary Pili Hernández, para entonces Presidenta del canal del Estado.

### Caballo Viejo
En 1980 sale al mercado su álbum LP Golpe y Pasaje, un disco en el que interpreta cinco pasajes llaneros y seis joropos mirandinos o golpes tuyeros. La primera canción del lado B del vinilo se titula Caballo Viejo, un pasaje escrito, letra y música, por el propio Simón Díaz. El éxito de esta canción fue inmediato y se colocó en los primeros lugares de la radio nacional. La casa discográfica decide cambiar la portada del disco y agregar el subtítulo Caballo Viejo para enfatizar la identificación y venta del álbum. Al año siguiente la canción es grabada en ritmo de salsa por el cantante cubano Roberto Torres en su producción "Roberto Torres y su Charanga Vallenata" y el éxito de la canción se expande a todo el Caribe y las comunidades hispanas de Estados Unidos. El contagio de Caballo Viejo llegó a Ray Conniff, Julio Iglesias, Raphael, María Dolores Pradera, Tania Libertad, Plácido Domingo, entre otros artistas. En 1988, la agrupación Gipsy Kings, graba el tema Bamboleo, basado en Caballo Viejo, sin darle el debido crédito a Díaz como autor del tema original. La disputa se resuelve a través de una negociación privada y los derechos de Díaz son plenamente reconocidos. "Bamboleo" constituyó un éxito mundial e igualmente fue grabada por otros artistas, entre ellos Juan Gabriel, Celia Cruz, y Julio Iglesias, entre otros..

### Reconocimientos
Fue distinguido con la Orden del Libertador en su Orden de Gran Cordón que es la máxima condecoración que otorga el estado venezolano, constituyéndose en el único artista nacional al que se le haya impuesto, en el año 2000 fue nominado al Premio Grammy por mejor disco tradicional latino. En el año 2008, se hizo acreedor del Grammy Latino a la Trayectoria, gracias a la postulación desde un portal de Internet donde se recaudaron firmas para ese galardón. Sin embargo, su aparición para recoger el galardón fue una de sus últimas presentaciones públicas, ya que al artista se le diagnosticó el Mal de Alzheimer, lo que puso final a sus actividades empresariales y artísticas. En el año 2012 recibió el Premio Nacional de la Cultura, Mención Música.

### Fallecimiento
Simón Díaz falleció en Caracas el 19 de febrero de 2014 a la edad de 85 años, tras el deterioro progresivo de su salud. Su hija, Bettsimar Díaz García, anunció su fallecimiento a través de su cuenta personal de Twitter, escribiendo textualmente: «Con lágrimas le anuncio al país que mi amado padre, partió esta mañana, en paz». La importancia del artista hizo que el Gobierno venezolano decretara tres días de luto oficial por su fallecimiento. Diaz fue sepultado el 21 de febrero del 2014 en el Cementerio General del Este en medio de manifestaciones de artistas, familiares, conocidos y público en general. El gobierno venezolano posteriormente, anunció la presentación de un concierto dedicado a su memoria el día 23 de febrero.

## Discografía
A continuación, se presenta una discografía lo más exhaustiva posible de Simón Díaz. Algunas de estas grabaciones fueron digitalizadas a partir de las cintas maestras originales y otras están fuera de catálogo ya que pueden no representar interés comercial o bien por desaparición de algunas empresas grabadoras.

### Discografía principal
| Serial    | Año  | Título                                                                 | Discográfica                                |
| LP 6128   | 1963 | Parranda Criolla                                                       | El Palacio de la Música (Venezuela)         |
| LP 6136   | 1964 | ¡Ya Llegó Simón!                                                       | El Palacio de la Música (Venezuela)         |
| LP 6146   | 1964 | De Parranda con Simón                                                  | El Palacio de la Música (Venezuela)         |
| LP 6154   | 1965 | Criollo y Sabroso                                                      | El Palacio de la Música (Venezuela)         |
| LP 6181   | 1966 | Caracha Negro                                                          | El Palacio de la Música (Venezuela)         |
| LP 6194   | 1966 | Gaitas y Parrandas con Simón                                           | El Palacio de la Música (Venezuela)         |
| LP 6221   | 1967 | Simón En Salsa, Simón En Gaita                                         | El Palacio de la Música (Venezuela)         |
| LP 6253   | 1968 | Simón 69                                                               | El Palacio de la Música (Venezuela)         |
| LP 6275   | 1969 | Gaita 70                                                               | El Palacio de la Música (Venezuela)         |
| LP 6297   | 1970 | Simón 71                                                               | El Palacio de la Música (Venezuela)         |
| LP 6323   | 1971 | Hugo y Simón: La Gaita de las Cuñas                                    | El Palacio de la Música - Producciones HB   |
| LPS 66299 | 1972 | Tonadas                                                                | El Palacio de la Música (Venezuela)         |
| LPS 66333 | 1973 | La Gaita de las Cuñas: El Candidato Chévere. ¡Vota por Él!             | El Palacio de la Música (Venezuela)         |
| LPS 66345 | 1974 | Las Gaitas de Simón: Enemigo Público N.º 1                             | El Palacio de la Música-Producciones HB     |
| LPS 66363 | 1975 | Las Gaitas de Simón: ¿Culpable?                                        | El Palacio de la Música-Producciones HB     |
| LPS 66384 | 1976 | Tonadas Vol. 2                                                         | El Palacio de la Música (Venezuela)         |
| LPS 66383 | 1976 | Las Gaitas de Simón: Cuñas, Locas, Borrachitos                         | El Palacio de la Música-Producciones HB     |
| LPS 66406 | 1977 | Las Gaitas de Simón                                                    | El Palacio de la Música-Producciones HB     |
| LPS 66407 | 1978 | Canciones Criollas                                                     | El Palacio de la Música (Venezuela)         |
| LPS 66430 | 1978 | Tonadas y Canciones Vol.4                                              | El Palacio de la Música (Venezuela)         |
| LPS 109   | 1979 | Navidad Criolla                                                        | El Palacio de la Música (Venezuela)/Guarura |
| LPS 66479 | 1980 | Golpe y Pasaje: Caballo Viejo                                          | El Palacio de la Música (Venezuela)         |
| LPS 66483 | 1981 | Música Folklórica y Popular de Venezuela en Contrapunto                | El Palacio de la Música (Venezuela)         |
| LPS 66508 | 1982 | Tonadas Favoritas                                                      | El Palacio de la Música (Venezuela)         |
| 102-07344 | 1982 | Las Gaitas De Simón                                                    | Top Hits (Venezuela)                        |
| 83-082    | 1983 | Simón Bolívar cantado por su tocayo                                    | Producción independiente (Venezuela)        |
| 102-07365 | 1983 | El Cuatro y el Interés                                                 | Top Hits (Venezuela)                        |
| 102-07381 | 1983 | Las Gaitas de Simón: ¿Usted me reconoce?                               | Discos Top Hits (Venezuela)                 |
| 102-07412 | 1984 | Las Gaitas de Simón                                                    | Discos Top Hits (Venezuela)                 |
| CBS-6231  | 1989 | Un Buen Venezolano                                                     | CBS Columbia (Venezuela)                    |
| LPS 66591 | 1989 | Sus Grandes Éxitos                                                     | El Palacio de la Música (Venezuela)         |
| LPS 2058  | 1993 | Amor Enguayabao                                                        | El Palacio de la Música-Rodven Discos       |
|           | 1994 | Cuenta y Canta Vol. 1                                                  | El Palacio de la Música-Rodven Discos       |
|           | 1994 | Cuenta y Canta Vol. 2                                                  | El Palacio de la Música-Rodven Discos       |
| LPS 2058  | 1993 | Amor Enguayabao                                                        | El Palacio de la Música-Rodven Discos       |
|           | 1995 | Muy Venezolano, Vol. 1                                                 | El Palacio de la Música (Venezuela)         |
|           | 1995 | Muy Venezolano, Vol. 2                                                 | El Palacio de la Música (Venezuela)         |
|           | 1996 | Simón Díaz, Duetos. Edición Especial Aniversaria Banco Unión, 50 Años. | Simón Díaz Producciones (Venezuela)         |
|           | 1997 | Muy Venezolano, Vol. 3                                                 | El Palacio de la Música (Venezuela)         |
|           | 1998 | Duetos                                                                 | Discos Rodven - Polygram (Venezuela)        |
|           | 1999 | Muy Venezolano, Vol. 4                                                 | El Palacio de la Música (Venezuela)         |
|           | 1999 | Recuerda y Canta                                                       | Anes Records (Venezuela)                    |
| CDP 99002 | 1999 | Mano a mano con los niños: Fauna viva                                  | Anes Records (Venezuela)                    |
| CCC99113  | 1999 | Aguinaldos y Tradiciones                                               | Producciones Simón Díaz 016/COMUSA S.A.     |
| CD 00307  | 2000 | Amorosamente                                                           | Latin World Entertainment Group (Venezuela) |
|           | 2000 | Muy Venezolano, Vol. 5                                                 | El Palacio de la Música (Venezuela)         |
| CD 00110  | 2002 | Tangos                                                                 | Latin World Entertainment Group (Venezuela) |
|           | 2002 | Muy Venezolano, Vol. 6                                                 | El Palacio de la Música (Venezuela)         |
|           | 2006 | Mis Canciones                                                          | World Village (EE. UU.)                     |
|           | 2013 | A Venezuela                                                            | Producciones Palacio PR (Venezuela)         |

### Reediciones y recopilaciones
| Año  | Título                                           | Discográfica                                         |
| 1995 | Caracha Negro                                    | El Palacio de la Música (Venezuela)                  |
| 1998 | 32 Grandes Éxitos                                | Polygram (Venezuela)                                 |
| 2001 | Tonadas (Versión CD)                             | Palacio de la Música (Venezuela)                     |
| 2003 | La Historia: Simón Díaz                          | Latin World Music (Venezuela)                        |
| 2003 | Simón Díaz y La Rondalla Venezolana              | Latin World Music (Venezuela)                        |
| 2004 | Frente a Frente: Simón Díaz                      | Líderes - Rodven (Venezuela)                         |
| 2006 | Simón Díaz: 16 Grandes Éxitos (Serie Lo Máximo)  | Distribuidora Sonográfica (Venezuela)                |
| 2008 | Mis Tonadas: 16 Grandes Éxitos (Serie Lo Máximo) | Distribuidora Sonográfica (Venezuela)                |
| 2010 | Tonadas                                          | Anes Records (Venezuela)                             |
| 2019 | Vinilo Series: Un Buen Venezolano                | Cálidos Producciones Artísticas LLC (Estados Unidos) |

### Participaciones
| Año  | Artista                                              | Título                                                                       | Discográfica                                         |
| 1964 | Lila Morillo, Hugo Blanco y su Conjunto y Simón Díaz | Lila Morillo + Hugo Blanco + Simón Díaz: Música de la película "Isla de Sal" | Palacio de la Música (Venezuela)                     |
| 1967 | Varios Artistas                                      | Caracas 400 Años, Vol. 2                                                     | Ediciones del Círculo Musical (Venezuela)            |
| 1967 | Simón Díaz y sus amigos                              | Caracas 400 Años, Vol. 12                                                    | Ediciones del Círculo Musical (Venezuela)            |
| 1968 | Varios Artistas                                      | Artistas Venezolanos Solamente                                               | Palacio de la Música (Venezuela)                     |
| 1982 | Varios Artistas                                      | Lanzas Coloradas Ópera rock                                                  | Palacio de la Música (Venezuela)                     |
| 1982 | Virgilio José Tirado «Chusmita»                      | La Chusmita y Tío Simón                                                      | Discos Araguaney/La Discoteca, C.A. (Venezuela)      |
| 1988 | Franco de Vita                                       | Al Norte del Sur                                                             | CBS Columbia-Distribuidora Sonográfica (Venezuela)   |
| 1991 | La Nueva Parranda                                    | Simón Díaz Presenta La Nueva Parrada                                         | El Palacio de la Música-Rodven Discos                |
| 1993 | Cecilia Todd                                         | Una Sola Vida Tengo Yo                                                       | Ediciones Pentagrama (Venezuela)                     |
| 1995 | Guaco                                                | Archipiélago                                                                 | Hecho A Mano (Venezuela)                             |
| 1996 | Serenata Guayanesa                                   | Una Amistad de 25 Años                                                       | Distribuidora Sonográfica (Venezuela)                |
| 1997 | María Teresa Chacín                                  | María Teresa Chacín y sus Amigos en Navidad                                  | Producciones Matecha - Latin World Music (Venezuela) |
| 1998 | Sergio Pérez                                         | Se Oye En La Calle                                                           | Distribuidora Sonográfica (Venezuela)                |
| 2001 | El Cuarteto                                          | En Nochebuena                                                                | Producción Independiente (Venezuela)                 |
| 2001 | Huáscar Barradas                                     | Candela                                                                      | Producción Independiente (Venezuela)                 |
| 2001 | Ofelia del Rosal                                     | Aldemareando                                                                 | Latin World Music (Venezuela)                        |
| 2001 | Orquesta Sinfónica Gran Mariscal de Ayacucho         | Navidad Sinfónica                                                            | Producción Independiente (Venezuela)                 |
| 2002 | Varios artistas                                      | Gracias Simón                                                                | Latin World Music (Venezuela)                        |
| 2006 | Huascar Barradas                                     | My Favorite Things                                                           | Producción Independiente (Venezuela)                 |